# Nils Munck af Rosenschöld
Nils Adolf Eberhard Munck af Rosenschöld, född den 2 oktober 1869 i Kristianstad, död den 6 december 1935 i Ljungby, var en svensk jurist. Han var son till Thomas Munck af Rosenschöld och far till Lars Munck af Rosenschöld. 
Munck af Rosenschöld avlade juridisk-filosofisk examen 1888 och juris utriusque kandidatexamen 1892. Han blev extra ordinarie notarie i Svea hovrätt sistnämnda år. Munck af Rosenschöld var tillförordnad domhavande 1894–1904, adjungerad ledamot i Svea hovrätt 1904–1909, häradshövding i Sunnerbo domsaga från 1909 till sin död. Han blev riddare av Nordstjärneorden 1920 och kommendör av andra klassen 1935.